# Charlotte Rosalie de Choiseul-Beaupré
Charlotte Rosalie de Choiseul-Beaupré (1733 – 1755) byla francouzská dvorní dáma a v roce 1752 byla milenkou krále Ludvíka XV.

## Životopis
Charlotte byla dcerou Pierra-Jeana de Romaneta a Marie-Charlotte d'Estrades. Provdána byla v roce 1751 za generálporučíka hraběte Françoise-Martiala de Choiseul-Beaupré (1717–1792). Byla neteří Élisabeth-Charlotte d'Estrades, důvěrnice Madame de Pompadour. Později byla Charlotte jmenována dvorní dámou králových dcer.
Svou tetou byla vybrána jako potenciální konkurentka Madame de Pompadour, které se hraběnka d'Estrades potřebovala zbavit. Její milenecký poměr s králem byl dlouhodobě trnem v oku královského dvora, jelikož měla i značný politický vliv. Charlotte měla prokazatelně románek s králem v létě roku 1752 na zámku Fontainebleau. Poté, co se Madame de Pompadour o románku dozvěděla, nechala Charlotte vyhostit z dvora. Následujícího roku zemřela Charlotte při porodu. Případ zaujal velkou pozornost, jelikož se díky Charlotte ukázalo, že je možné Madame de Pompadour odstranit. Další rivalkou se poté stala Marie Anne de Coislin.